# Шкала самоповаги Розенберга
Шкала самооцінки Розенберга (англ. Rosenberg self-esteem scale, RSES) — психологічний тест створений Моррісом Розенбергом у 1965 році, що широко застосовується для визначення рівня самооцінки.
Шкала самооцінки є шкалою Лікерта на кожне з питань якої відповідають за чотирибальною шкалою — від твердої згоди до твердої незгоди. П'ять із десяти запитань містять негативно сформульовані твердження, інші п'ять — позитивно сформульовані. Шкала визначає рівень самоповаги через запитання про поточні почуття опитуваного. Початкова вибірка, для якої було створено тест, складалася з 5024 старшокласників із 10 випадково обраних шкіл штату Нью-Йорк. Шкалу Розенберга вважають достовірним та коректним чисельним методом оцінки самооцінки.
Шкалу RSES було перекладено та адаптовано на багато мов світу, зокрема на перську, французьку, китайську, італійську, португальську, іспанську та українську. Шкала використовувалася у міжнародних дослідженнях, кількість країн у яких сягала 53.